# Dreamtime Live at the Lyceum
Live at the Lyceum es un álbum en vivo de la banda inglesa The Cult, grabado en vivo en el Lyceum Ballroom en Londres el 20 de mayo de 1984. La banda tocó 15 canciones en ese concierto, de las cuales se editaron nueve para el lanzamiento de la primera edición del álbum. En ediciones posteriores se añadieron las canciones restantes.

## Lista de canciones
1. "83rd Dream"
2. "Gods Zoo"
3. "Gimmick"
4. "Bad Medicine Waltz"
5. "A Flower In The Desert"
6. "Go West (Crazy Spinning Circles)"
7. "Butterflies"
8. "Dreamtime"
9. "Christians"
10. "Spiritwalker"
11. "Horse Nation"
12. "Bone Bag"
13. "Ghost Dance"
14. "Brothers Grimm"
15. "Moya"

## Personal
- Ian Astbury - voz
- Billy Duffy - guitarra
- Jamie Stewart - bajo
- Nigel Preston - batería